# Межконтинентальный кубок Ле-Мана
Межконтинентальный Кубок Ле-Мана (Intercontinental Le Mans Cup) — это автоспортивная серия 2010-2011 годов, организованная Западным автоклубом Франции (ACO).
О планах проведения соревнования впервые объявили в июне-2009 и окончательно подтверждено в декабре того же года. По окончании сезона 2011 прекратила своё существование.

## Создание и первые годы проекта
За основной Кубок будут соревноваться дев категории прототипов и две категории GT: в категории GT2 разыгрывается кубок производителей, во всех классах разыгрывается командный кубок, при условии наличия на каждом этапе минимум четверых участников. Для борьбы за межконтинентальный кубок в 2010 необходимо было принять участие в трёх соревнованиях под эгидой кубка и ещё в пяти в рамках серий ACO — в Азиатской, Европейской или Американской серии.
В дебютный календарь попали три гонки из проводимых ACO первенств — 1000 км Сильверстоуна, Petit Le Mans и 1000 км Чжухая. В 2011 году в календарь добавились ещё четыре гонки: 1000 км Спа, 12 часов Сибринга, 24 часа Ле-Мана и 6 часов Имолы.

## Действующие соревнования серии
В 2010 году в кубке представлены следующие этапы
| №  | Этап                  | Трасса                        | Место                        | Действующий чемпион (пилоты) | Действующий чемпион (команда) |
| 1. | 1000 км Сильверстоуна | Сильверстоун                  | Сильверстоун, Великобритания | О.Панис Н.Ляпьер             | Team Oreca Matmut AIM         |
| 2. | Petit Le Mans         | Road Atlanta                  | Брейзелтон, США              | Ф.Монтаньи С.Сарразен        | Team Peugeot Total            |
| 3. | 1000 км Чжухая        | Международный автодром Чжухая | Чжухай, Китай                | н.д.                         | н.д.                          |

Этапы входящие в одну локальную серию выделены одним цветом